# Érosion spatiale
L'érosion spatiale est un terme générique définissant différents processus qui agissent sur un corps exposé à  l’environnement spatial. La surface des astres dépourvus d’atmosphère tels que la Lune, Mercure, les astéroïdes, les comètes ou encore certains satellites naturels subissent différents processus d'érosion provenant :
- de la collision des rayons cosmiques d'origine galactique ou solaire ;
- de l'irradiation, et de la pulvérisation cathodique engendrée par les particules du vent solaire ;
- et du bombardement de météorites et de micrométéorites.

L'érosion spatiale a une incidence notable sur les propriétés physiques et optiques de la surface de nombreux corps planétaires. Aussi est-il important d'en comprendre les effets afin d’interpréter correctement les données mesurées. 

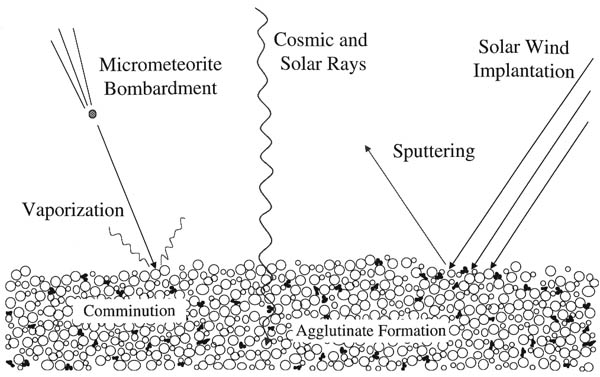
Une illustration de l'érosion spatiale sur différents composants.

## Histoire
L'essentiel des connaissances relatives à l'érosion spatiale provient de l'étude des échantillons lunaires rapportés par le programme Apollo, et en particulier du régolite. Le flux constant de particules de haute énergie et de micrométéorites broie, fond, pulvérise et vaporise les composants du sol lunaire.
Les premiers produits de l'érosion spatiale qui ont été reconnus dans les sols lunaires étaient des « agglutinates ». Il s'agit de matériaux créés lorsque les impacts de micrométéorites fondent une petite quantité de verre et y intègrent des fragments de minéraux environnant dans un agrégat dont la taille varie de quelques micromètres à quelques millimètres. Les agglutinates sont très communs dans le sol lunaire, où ils représentent de 60 à 70 % des sols qui ont été exposés suffisamment longtemps au vent solaire Ces particules complexes et aux formes irrégulières apparaissent noires à l'œil humain, principalement à cause de la présence de nanoparticules de fer.  
L'érosion spatiale engendre aussi des produits tels que des éclaboussures de verre, des implants d'hydrogène, d'hélium et d'autres gaz, ainsi que composés agrégés tels que des nanoparticules de fer. Il a fallu attendre les années 1990 pour que de nouvelles techniques et de nouveaux instruments tels que les microscopes électroniques à transmission permettent de découvrir les patines ou des rebords très minces (60-200 nm). Sur le sol lunaire, ce sont les impacts de micrométéorites qui engendrent un matériau pulvérisé et des vapeurs qui se redéposent en surface ensuite
Ces processus d'altération ont des effets importants sur les propriétés spectrales des sols lunaires, en particulier dans les longueurs d'onde de l'ultraviolet, la visible et le proche infrarouge. Ces variations spectrales ont été largement attribuées à l'inclusion de « particules de fer nanométriques » qui est une composante omniprésente de deux agglutines.  Ces très petites (de un à quelques centaines de nanomètres de diamètre) bulles de fer métallique sont créés lorsque minéraux ferrifères (e.g. olivine et pyroxène) sont vaporisés et que le fer est libéré et redéposé dans sa forme pure

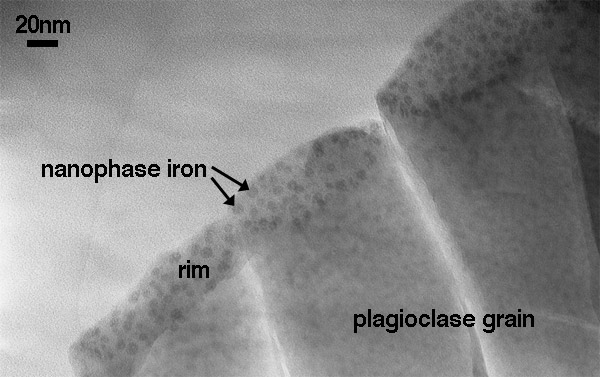
Image d'un rebord érodé d'un grain du sol lunaire produite par un microscope électronique à transmission.

## Effets sur les propriétés du spectre
Les conséquences sur les propriétés spectrales de l'érosion spatiale sont de trois ordres : les surfaces altérées deviennent plus sombres (leur albédo est réduit), plus rouge (leur réflectance augmente avec la longueur d'onde), et la profondeur de ses bandes d'absorption est réduite. Ces effets sont essentiellement dus à la présence de fer dans les agglutines et dans les agrégats autour de grains individuels. Les effets d'assombrissement induits par l'érosion spatiale sont faciles à observer par l'étude des cratères lunaires. Les cratères récents ont des systèmes de rayons clairs, parce qu'ils exposent du matériel non altérée, mais au fil du temps ces rayons disparaissent car le processus d'érosion obscurcit la matière.

## Érosion spatiale sur les astéroïdes
L'érosion spatiale est aussi supposée se produire sur les astéroïdes, bien que l'environnement soit très différent de celui de la Lune. Les micrométéorites qui impactent les corps de la ceinture d'astéroïdes sont plus lentes, et fondent moins la matière en surface, produisant aussi moins de vapeurs. En outre, le nombre de particules du vent solaire qui atteignent la ceinture d'astéroïdes est moins important que celui observé sur la Lune. Et enfin, une moindre gravité des corps (car ils sont plus petits que la lune) a pour conséquence de réduire l'érosion en comparaison de ce qui est observé sur la surface lunaire. L’érosion est plus lente, et d'un degré moindre sur la surface des astéroïdes.
Cependant, des preuves d'érosion spatiale ont été observées sur les astéroïdes. Pendant des années, le fait que les spectres des astéroïdes ne correspondent pas aux spectres des collections de météorites qui leur étaient associés resta énigmatique. En particulier, les spectres des astéroïdes de type S, le type le plus abondant, ne correspondent pas à des spectres du type le plus abondant de météorites, les chondrites ordinaires. Les spectres d'astéroïdes ont tendance à être plus rouges avec une courbure abrupte dans le visible. Toutefois, Binzel et al. ont identifié près de la Terre des astéroïdes aux propriétés spectrales couvrant la gamme de type S avec des spectres semblables à ceux des météorites OC, suggérant un processus continu qui altère les astéroïdes de type S jusqu'à un spectre de matériau pouvant ressembler à des chondrites ordinaires. D'autres preuves de l'altération du régolite ont été produites lors des survols de Gaspra et d'Ida par Galileo. Les cratères récents (présentant des matériaux qui n'ont que récemment fait surface) possèdent des différences spectrales notables avec le reste de la surface des astéroïdes. Avec le temps, les spectres d'Ida et de Gaspra rougissent et perdent leur contraste spectral. Les mesures des rayons X faites par la sonde NEAR Shoemaker indiquent qu'Eros est composé de chondrite ordinaire en dépit d'un spectre de type S présentant une pente dans le rouge, ce qui suggère là aussi que certains processus ont altéré les propriétés optiques de la surface. les résultats de la sonde Hayabusa sur l'astéroïde Itokawa indiquent aussi une composition de chondrite ordinaire et identifient les produits de l'érosion spatiale. En effet, Itokawa est très petite (550 m de diamètre), sa faible gravité ne permet pas le développement d'un régolite mature. Cependant, il semble que les patines de l'altération due à l'érosion spatiale se soient développées sur les surfaces rocheuses de l'astéroïde.

## Érosion spatiale sur Mercure
L'environnement de Mercure diffère aussi sensiblement de celui de la Lune. D'une part, il est nettement plus chaud en journée (La température de surface diurne est d'environ 100 °C pour la Lune alors qu'elle atteint 425 °C sur Mercure) et plus froid la nuit, ce qui altère les effets de l'érosion spatiale. D'autre part, en raison de sa place dans le système solaire, Mercure est également soumis à un flux de micrométéorites légèrement plus important et avec une vitesse d'impact beaucoup plus élevées que celui qui parvient sur la Lune. Ces deux facteurs se combinent sur Mercure pour produire de façon beaucoup plus efficace que sur la Lune des vapeurs et matériaux fondus. Par unité de surface, les impacts sur Mercure devraient produire 13,5 fois plus de matière fondue et 19,5 fois plus de vapeur que sur la Lune.
Le spectre ultraviolet et visible de Mercure, tel qu'il est observé par les télescopes depuis la Terre, est à peu près linéaire avec une pente dans le rouge. Il n'y a pas de bandes d'absorption lié aux minéraux ferreux, tels que le pyroxène. Cela signifie que soit il n'y a pas de fer à la surface de Mercure, soit que le fer contenu dans les minéraux ferrifères a été altéré. Une surface altérée expliquerait alors la pente dans le rouge du spectre.
.